# Charmaine Smith (bowls)
Charmaine Smith – australijska paraolimpijka w dyscyplinie bowls. Dwukrotna medalistka.
Na igrzyskach paraolimpijskich w Toronto w 1976 roku brała udział w dwóch imprezach. W singlach zdobyła srebro przegrywając w finale z Brytyjką K. Bonnet. W parach zdobyła wówczas złoty medal razem z Adele Jackson.